# Iris Ferazzoli
Iris Alicia Ferazzoli (Santa Fe, 21 luglio 1972) è un'ex cestista e allenatrice di pallacanestro argentina.

## Carriera
Con l'Argentina ha disputato i Campionati mondiali del 1998 e quattro dei Campionati americani (1993, 1997, 1999, 2001).

## Palmarès
- Eurocoppa: 1
Napoli Vomero: 2004-05
- Campionato italiano: 1
Trogylos Priolo: 1999-2000
- Promozione dalla Serie B alla Serie A2: 1
Basket Ariano Irpino: 2011-12